# Проспект Рыскулова (Алма-Ата)
Проспект Рыскулова — проспект в Алма-Ате. На отрезке от начала и до улицы Саина является частью Малого транспортного кольца Алма-Аты.

## История
В 1966 году по северной части Центрального кладбища города была проложена дорога-дублёр улицы Ташкентской, разделившая территорию некрополя на две части. В 1974 году данная дорога, наряду улицами Москвина, Третьякова и Фабричной, образовали проспект, названный в честь государственного и общественного деятеля Казахской ССР Турара Рыскулова решением исполкома г. Алма-Аты от 02.08.1974 № 332.

## Расположение
Проспект пересекает Ауэзовский, Алатауский, Алмалинский, Жетысуский, Турксибский и Медеуский районы. С востока на запад города начинается от Кульджинского тракта и тянется до улицы Онгасыровой. Прежние названия: Москвина; Скотопрогонная; улицы Третьякова. Длина проспекта-16200 метров.
Светофоры расположены на перекрёстках Потанина, Шелихова, Софьи Ковалевской, Онгасыровой,Момышулы, Шарипова.
На улицах Баженова и Доспановой имеются надземные пешеходные переходы.

## Примечательные здания и сооружения
Вдоль проспекта расположены предприятие Казреставрация, республиканские и городские станции защиты растений, Госархив, 
Алматылифт, Тролейбусный парк № 3, заводы и др.

## Перспективы
Акимат заложил в бюджет 2024 г. ПСД, для пробивки на запад проспекта, до БАКАД.
До ввода в эксплуатацию БАКАД в 2023 г., проспект пропускал транзитный поток, как часть дороги A2.

## Развязки
- Кульджинский тракт; (2020 г.)
- Суюнбая;
- Сейфулина Жунсугурова; (2007 г.)
- Бокейханова; (2008 г.)
- Северное кольцо; (2008 г.)
- Емцова; (2021 г.)
- Саина; (2016 г.)

## Транспорт
Автобус: 38 кольцевой; 47 Алтын Орда - РВ 90